# Gamshurst
Gamshurst este un cartier al orașului Achern din landul Baden-Württemberg, Germania.